# Сара Мишел Гелар
Сара Мишел Гелар (на английски: Sarah Michelle Gellar) е американска актриса, носителка на награди „Еми“ и „Сатурн“, номинирана е за „Златен глобус“ и „Сателит“. Известна с ролята си на Бъфи в американския сериал „Бъфи, убийцата на вампири“.

## Биография
Родена на 14 април 1977 г. в Ню Йорк, Сара Мишел Гелър е единствено дете в семейството на евреи ашкенази. Родителите ѝ се развеждат през 1984 г. и тя израства с майка си, която е учителка. Кариерата на Сара в шоу бизнеса започва през 1981 г., когато тя е едва на 4 години. Открита е от агент, докато вдига невъобразима врява в местната закусвалня. Само три седмици след първоначалната случайна среща, Сара е избрана да участва в първия си филм, озаглавен „Invasion of Privacy“. Актьорството обаче не е единствената страст на Сара. Тя посещава Професионалното училище за деца в Ню Йорк и завършва две години по-рано. Сара бързо става ветеран във филмовата индустрия, участвайки в стотина телевизионни реклами и много филми, направени както за телевизията, така и за големия екран.
Сара живее в Лос Анджелис с Фреди Принц Джуниър, за когото се омъжва на 1 септември 2002 г. в Мексико. Двамата имат дъщеря на име Шарлот Грейс Принц (р. 19 септември 2009 г.) и син (р. 2012 г.).

## Кариера
През 80-те години Сара се появява във филмите „The Widow Claire at the Circle in the Square“, в който партнира на Матю Бродерик и Ерик Столц, и „Crossbow“. Скоро след това тя взима участия в много телевизионни шоу програми. Сара става звезда с превъплъщението си в ролята на младата Джаки Кенеди в минисериала на Ен Би Си „A Woman Named Jackie“. Верни почитатели започва да печели след като приема ролята на Кендал Харт, дъщеря на Ерика Кейн, в хитовата сапунена опера „Всички мои деца“. През 1994 г. Сара е удостоена с „Еми“ за убедителната ѝ игра в ролята на отмъстителната дъщеря на Ерика.
От 1997 до 2003 г. изпълнява главната роля в сериала „Бъфи, убийцата на вампири“, направен по филма със същото заглавие. Снима се и в редица филми, сред които „Знам какво направи миналото лято“, „Писък 2“, „Секс игри“, „Скуби-Ду“ и „Скуби-Ду 2: Чудовища на свобода“.